# Sun Jian (actor)
Sun Jian (en chino: 孙坚), (Xi'an, Shaanxi, 23 de mayo de 1983) también conocido como Oscar Sun, es un actor chino.

## Biografía
En el 2002 se unió a la Academia Central de Arte Dramático en Beijing (en inglés: "Central Academy Of Drama").

## Carrera
Ha participado en sesiones fotográficas para "Men's Uno", entre otros...
En 2014 se unió a elenco principal de la serie Love of Obstetrics and Gynecology donde interpretó el médico Wan Yuan, un neonatalogista del Hospital Renya, hasta el final de la serie en el 2015.
El 8 de mayo del 2016 apareció como invitado en el sexto episodio de la primera temporada del programa Who's the Murderer.
En noviembre del 2017 se unió al elenco de la serie Tribes and Empires: Storm of Prophecy donde interpretó a Muyun Lu, el segundo Príncipe Ruiwen, un hombre elegante y amable y maestro en estrategias y tácticas.
En el 2020 se unirá al elenco recurrente de la serie Held in the Lonely Castle donde dará vida al canciller Fu Bi.
En el 2021 se unirá al elenco de la serie Reading Class.

## Filmografía

### Series de televisión
| Año             | Título                                      | Personaje      | Notas                          |
| --------------- | ------------------------------------------- | -------------- | ------------------------------ |
| 2022 - presente | Reading Class                               | Lin Muzhi      |                                |
| 2022 - presente | New Generation: Happiness Method            | Zhang Zhenning |                                |
| 2021            | Faith Makes Great                           | Bu Lanzhang    | historia: "Xue Guo De Gou Huo" |
| 2020 - 2021     | Legend of Fei                               | Yin Pei        |                                |
| 2020            | Citizens of Wan Qu                          | Huang Zijian   | 34 episodios                   |
| 2019            | From Survivor to Healer                     | Qiao Sen       | (aparición especial)           |
| 2019            | Unbeatable You                              | Zou Kai        |                                |
| 2017 - 2018     | Tribes and Empires: Storm of Prophecy       | Muyun Lu       |                                |
| 2017            | Star Era                                    | -              |                                |
| 2016            | Topple Your Ex-Girlfriend                   | -              |                                |
| 2016            | Happy MiTan                                 | -              |                                |
| 2016            | Gone with the Red Dust                      | -              |                                |
| 2015 - 2016     | Concubinage Record                          | Jacky          |                                |
| 2015            | Little Beast Flowershop                     | -              |                                |
| 2015            | Song in the Cloud                           |                |                                |
| 2015            | New Hip Hop Quartet                         |                |                                |
| 2014 - 2015     | Love of Obstetrics and Gynecology           | Dr. Wan Yuan   | 32 episodios                   |
| 2014            | Blade                                       | -              | 45 episodios                   |
| 2013            | Love In Spring                              | Lu Da Sheng    |                                |
| 2013            | Romance of the West Chamber                 | Zheng Heng     |                                |
| 2012            | In Love with Power (Beauty without Tear)    | A Gu la        |                                |
| 2012            | Unbeatable                                  | An Yang        |                                |
| 2012            | Diao Man Xin Niang (Bratty Bride)           | Dai Jun Tao    | 34 episodios                   |
| 2012            | The Bounty Hunter                           | Liu Tian Bao   |                                |
| 2012            | The Palace 2: The Lock Pearl Screen         | Eunuco         |                                |
| 2010            | Bridge of Life and Death                    | Jin Bao        |                                |
| 2010            | That Love Comes                             | Wang Bao Qiang |                                |
| 2010            | Happy Mother-In-Law, Pretty Daughter-In-Law | Yu Lang        |                                |
| 2010            | Go Forward for the New China                | -              |                                |
| 2009            | Good Wife and Loving Mother                 | -              |                                |
| 2006            | Love Without End                            | -              |                                |
| 2005            | Menopause Happy Life                        | -              |                                |
| 2004            | Woman Country                               | -              |                                |
| 2004            | Schoolmate Youth                            | -              |                                |

### Películas
| Año  | Título                     | Personaje      | Notas                                                                                           |
| ---- | -------------------------- | -------------- | ----------------------------------------------------------------------------------------------- |
| 2017 | Honeymoon Plan             | -              | junto a Chen Ran, Wang Yang, Wang Xuemin y Qi Chao                                              |
| 2017 | Revenge For Love           | -              | junto a Yue Yunpeng, Yuan Shanshan y Tang Jingmei                                               |
| 2016 | Money And Love             | -              | junto a Cao Yunjin, Zhou Zhi, Du Haitao, Orfila Wu, Jacky Wu, Jiang Chao y Daniel Chan          |
| 2016 | Limitless                  | -              | junto a Huang Yilong, Zhao Yujing, Shi Yaozhong, Benny Qian, Law Kar-ying, Han Dong y Ma Tianyu |
| 2016 | The Big Lie Bang           | -              | junto a Michelle Bai, Mavis Pan, Chang Yuan y Zhang Songwen                                     |
| 2015 | This Is Me (Young For You) | -              | junto a Michelle Chen, Tang Yixin, Zheng Kai, Bao Beier, Wang Yongqiang y Tracy Chou            |
| 2015 | The Mirror                 | -              | junto a Lee Chae-young, Jessie Zhou, Kim Eun-Sung, Xiu Rui y Cindy Chang                        |
| 2015 | Fighting Youth             | -              | junto a Van Fan, Mao Xiaotong, Wei Daxun, Aarif Rahman y Kingdom Yuen                           |
| 2015 | Berlin Fairy Tale          | -              | junto a Sonia Sui y Joe Cheng                                                                   |
| 2015 | Great Changes              | Qin Wei        | junto a Michelle Bai, Mavis Pan, Chang Yuan y Songwen Zhang                                     |
| 2014 | A Stupid Journey           | Zhang Dingding | junto a Zheng Kai, Pan Zhi Lin, Wu Ma, Law Kar-ying y Yin Zhu-Sheng                             |
| 2014 | Impetuous Love in Action   | -              | junto a Kenneth Ma, Irene Wan y Zheng Calvin                                                    |
| 2013 | Farewell Hotpot            | Yang Ting      | junto a Dany Lee, Yang Ting y Yao Shuang                                                        |
| 2011 | Broken Asylum              | -              |                                                                                                 |
| 2009 | Nine Dragon Jade           | -              | junto a Tong Yao, Zhang Di y Cici Liu                                                           |
| 2009 | Palin, Kowloon             | -              |                                                                                                 |
| 2007 | The Warlords               | -              |                                                                                                 |
| 2007 | That Year Loved West       | -              |                                                                                                 |

### Programas de variedades
| Año               | Programa                                | Notas                   |
| ----------------- | --------------------------------------- | ----------------------- |
| 2020              | I Am An Actor Season 3                  | concursante             |
| 2020              | Sisters Who Make Waves (乘风破浪的姐姐) | invitado                |
| 2011, 2013 - 2020 | Happy Camp                              | 14 episodios - invitado |
| 2016              | Fresh Sunday                            | (ep. #11) - invitado    |
| 2016              | Who's the Murderer Season 1             | (ep. #6) - invitado     |
| 2016              | Travel with Parents 2                   | invitado                |
| 2015              | Run for Time: Season 1                  | invitado                |
| 2015              | Fight for Your School                   | invitado                |
| 2014              | If You Love (Perhaps Love)              | miembro - junto a Fei   |
| 2014              | I Am a Singer                           |                         |
| 2014              | X-space                                 | invitado                |
| 2013, 2014        | Generation Show                         | 6 episodios - invitado  |

### Presentador
| Año         | Programa       | Notas                         |
| ----------- | -------------- | ----------------------------- |
| 2016 - 2017 | Familiar Taste | junto a Li Yong y Bowie Tsang |

## Premios y nominaciones
| Año  | Categoría             | Premio                   | Trabajo | Resultado |
| ---- | --------------------- | ------------------------ | ------- | --------- |
| 2016 | Best Actor            | Golden Guduo Media Award | -       | Nominado  |
| 2012 | Best Supporting Actor | Sohu TV Drama Award      | -       | Nominado  |